# Brittany Reimer
Brittany Reimer (ur. 3 stycznia 1988 w Victorii) – kanadyjska pływaczka, specjalizująca się głównie w stylu dowolnym.
Wicemistrzyni świata z Montrealu na 800 m stylem dowolnym oraz brązowa medalistka na 1500 m stylem dowolnym. Brązowa medalistka Igrzysk Wspólnoty Brytyjskiej z Melbourne na 800 m stylem dowolnym.
Olimpijka z Aten (17. miejsce na 200, 16. na 400 i 17. na 800 m stylem dowolnym oraz 11. miejsce w sztafecie 4 x 100 m stylem zmiennym).